# Göltzschtals voetbalkampioenschap 1913/14
In 1913/14 werd het tweede Göltzschtals voetbalkampioenschap gespeeld, dat georganiseerd werd door de Midden-Duitse voetbalbond. 
Falkensteiner BC werd kampioen en plaatste zich zo voor de Midden-Duitse eindronde waar de club een 0-9 veeg uit de pan kreeg van VfB Leipzig. De volgende jaren vond er, in tegenstelling tot vele andere Midden-Duitse competities, geen competitie plaats in Göltzschtal.

## 1. Klasse
| Plaats | Club                     | Wed. | W | G | V | Saldo | Ptn.  |
| ------ | ------------------------ | ---- | - | - | - | ----- | ----- |
| 1.     | Falkensteiner BC         | 10   | 8 | 1 | 1 | 21:12 | 17:03 |
| 2.     | Auerbacher FC 1906       | 10   | 7 | 1 | 2 | 24:18 | 15:05 |
| 3.     | FC Sportfreunde Auerbach | 10   | 3 | 2 | 5 | 12:28 | 08:12 |
| 4.     | Falkensteiner FC         | 10   | 3 | 1 | 6 | 17:15 | 07:13 |
| 5.     | SV 1911 Treuen           | 10   | 3 | 1 | 6 | 21:29 | 07:13 |
| 6.     | FC Hubertia Falkenstein  | 10   | 3 | 0 | 7 | 18:21 | 06:14 |

|  | Kampioen, geplaatst voor Midden-Duitse eindronde |
|  | Deelname promotie-degradatie play-off            |

### Promotie-Degradatie play-off
|              |                         |   |                 |  |
| 19 juli 1914 | FC Hubertia Falkenstein | – | FC 08 Dorfstadt |  |
| 19 juli 1914 |                         |   |                 |  |

De uitslag is niet meer bekend, enkel dat Falkenstein gewonnen heeft.